# Grafomotorika
Grafomotorika zahrnuje úroveň motorické (pohybové) způsobilosti pro grafický výraz, psaní, obkreslování, kreslení, rýsování. Zvládnutí grafomotorických dovedností je žádoucí pro děti před nástupem do první třídy. Grafomotorické dovednosti jsou jedním z kritérií při posuzování školní zralosti dítěte. Jemná motorika – koordinace očí a rukou, správně zvládnutý úchop psacích potřeb, příboru, navlékání korálků, tvorba mozaik a pod. Jemná motorika a grafomotorika jsou úzce spjaty, nelze je od sebe oddělit.
Nezvládání grafomotorických dovedností před nástupem do první třídy může být důvodem k odkladu školní docházky o 1 rok, pokud je tu předpoklad, že pomůže určitý způsob nácviku. Dítě může trpět poruchou jemné motoriky nebo poruchou učení dysgrafií (má potíže zvládnout grafomotorické dovednosti.) Grafomotorické obtíže nesouvisí s intelektem a jsou ve škole tolerovány. Zvládnutí grafomotorických dovedností zejména v psaní souvisí také s tím, zda je dítě pravák, levák nebo nevyhraněné, někdy i s vývojem řeči.